# Eva Stenius
Eva Maria Stenius, född 17 augusti 1909 i Stockholm, död 6 mars 1986, var en finländsk journalist och översättare. Hon ingick 1936 äktenskap med Erik Stenius och var mor till kemisten Per Stenius. 
Stenius, som var dotter till affärsman Axel Johan Ivar Sundvall och Elin Maria Andrietta Johansson, blev student 1927 samt filosofie kandidat och filosofie magister 1932. Hon var lärare i svenska vid Läroverket för gossar och flickor i Helsingfors 1934–1937, amanuens vid Finlands rundradios svenska föredragsavdelning 1937–1945, föreståndare för skolradion 1945–1952, språkgranskare vid Söderström & Co 1945–1956 och sekreterare i Svenska språkvårdsnämnden i Finland från 1965. Hon bedrev fri journalistisk verksamhet, med signaturen Miss Eye, och utförde litterära och andra översättningar, huvudsakligen från finska. Hon var ordförande i Studentskornas Gille 1931–1933, i diskussionsklubben Hem och yrke 1941–1943 och från 1964 samt medlem av styrelsen för Åbo svenska teaterförening 1955–1963.